# Miguel Canto
Miguel Angel Canto Solis (ur. 30 stycznia 1948 w Méridzie) – meksykański bokser, zawodowy mistrz świata kategorii muszej.
Rozpoczął karierę boksera zawodowego w 1969. Przegrał pierwszą i trzecią walkę, ale potem wygrał siedem i dwie zremisował, zanim w 1970 pokonał go Tarcisio Gómez. Canto następnie wygrał 25 walk i 1 zremisował, zdobywając w 1972 tytuł zawodowego mistrza Meksyku w wadze muszej. Kilkakrotnie skutecznie bronił tego tytułu, wygrywając m.in. z byłym mistrzem olimpijskim z 1968 Ricardo Delgado i swym pogromcą Tarcisio Gómezem.
4 sierpnia 1973 w Maracaibo Canto otrzymał szansę walki o wakujący tytuł mistrza świata organizacji World Boxing Council z Betulio Gonzálezem. Była to pierwsza zagraniczna walka Canto. Niejednogłośnie na punkty wygrał González. Była to ostatnia porażka Canto do 1979.
Miguel Canto zdobył tytuł mistrza świata 8 stycznia 1975 w Sendai, gdy niejednogłośnie pokonał na punkty pogromcę Gonzáleza Shoji Ogumę. W obronie tytułu stawał 15 razy:
| Data                     | Miejsce     | Oponent            | Narodowość       | Wynik                           | Źródło |
| ------------------------ | ----------- | ------------------ | ---------------- | ------------------------------- | ------ |
| 24 maja 1975(dts)        | Monterrey   | Betulio González   | Wenezuela        | zwycięstwo na punkty            | [ 3 ]  |
| 23 sierpnia 1975(dts)    | Mérida      | Jiro Takada        | Japonia          | techniczny nokaut w 11. rundzie | [ 4 ]  |
| 13 grudnia 1975(dts)     | Mérida      | Ignacio Espinal    | Dominikana       | zwycięstwo na punkty            | [ 5 ]  |
| 15 maja 1976(dts)        | Mérida      | Susumu Hanagata    | Japonia          | zwycięstwo na punkty            | [ 6 ]  |
| 3 października 1976(dts) | Caracas     | Betulio González   | Wenezuela        | zwycięstwo na punkty            | [ 7 ]  |
| 19 listopada 1976(dts)   | Los Angeles | Orlando Javierto   | Filipiny         | zwycięstwo na punkty            | [ 8 ]  |
| 24 kwietnia 1977(dts)    | Caracas     | Luis Reyes Arnal   | Wenezuela        | zwycięstwo na punkty            | [ 9 ]  |
| 15 czerwca 1977(dts)     | Tokio       | Kimio Furesawa     | Japonia          | zwycięstwo na punkty            | [ 10 ] |
| 17 września 1977(dts)    | Mérida      | Martín Vargas      | Chile            | zwycięstwo na punkty            | [ 11 ] |
| 30 listopada 1977(dts)   | Santiago    | Martín Vargas      | Chile            | zwycięstwo na punkty            | [ 12 ] |
| 4 stycznia 1978(dts)     | Kōriyama    | Shoji Oguma        | Japonia          | zwycięstwo na punkty            | [ 13 ] |
| 18 kwietnia 1978(dts)    | Tokio       | Shoji Oguma        | Japonia          | zwycięstwo na punkty            | [ 14 ] |
| 20 listopada 1978(dts)   | Houston     | Facomron Vibonchai | Tajlandia        | zwycięstwo na punkty            | [ 15 ] |
| 10 lutego 1979(dts)      | Mérida      | Antonio Avelar     | Meksyk           | zwycięstwo na punkty            | [ 16 ] |
| 18 marca 1979(dts)       | Pusan       | Park Chan-hee      | Korea Południowa | porażka na punkty               | [ 17 ] |

W rewanżowej walce Park Chan-hee zremisował z Canto 9 września 1979 w Seulu i zachował tytuł.
Później Miguel Canto wygrał trzy następne walki, ale w kolejnych czterech zanotował tylko 1 wygraną i 4 porażki. Zakończył karierę w 1982.
Canto nie dysponował nokautującym ciosem, natomiast znakomicie opanował technikę walki, zwłaszcza w obronie.
Został wybrany w 1998 do Międzynarodowej Bokserskiej Galerii Sławy.